# Stožok
Stožok és un poble i municipi d'Eslovàquia que es troba a la regió de Banská Bystrica. La primera menció escrita de la vila es remunta al 1773.

## Demografia
| Godina             | 1994 | 2004   | 2014    | 2024   |
| ------------------ | ---- | ------ | ------- | ------ |
| Nombre de persones | 720  | 704    | 1000    | 1195   |
| Diferència         |      | −2,22% | +42,04% | +19,5% |

| Godina             | 2023 | 2024   |
| ------------------ | ---- | ------ |
| Nombre de persones | 1162 | 1195   |
| Diferència         |      | +2,83% |